# Adenocalymma ubatubense
Adenocalymma ubatubense là một loài thực vật có hoa trong họ Chùm ớt. Loài này được Assis & Semir mô tả khoa học đầu tiên năm 1999.